# 2. Kosaken-Kavallerie-Division
La 2. Kosaken-Kavallerie-Division fu formata nel gennaio 1945 dal "Kosaken-Reiter-Brigade Kaukasus II" del SS-Kavallerie Division "Kosakken nr. 1".
Si scontrò, spesso in maniera cruenta, contro preponderanti forze sovietiche e bulgare durante la battaglia di Ungheria.
Alla fine della guerra le unità cosacche si arresero alle forze britanniche in Austria, dopo aver ricevuto garanzie dal comandante inglese, il generale Archer, che non sarebbero stati riconsegnati all'URSS. Invece, fecero ritorno in URSS e molti finirono fucilati per ordine dell'autorità stalinista. Mentre altri invece finirono ai lavori forzati nei gulag siberiani.
Questa unità prese parte alla lotta anti partigiana in Croazia.

## Comandanti
- Oberst Hans-Joachim von Schultz (1 settembre 1944 - 8 maggio 1945)

## Area di operazioni
Ungheria  & Yugoslavia  (settembre 1944 - maggio 1945)

## Ordine di Battaglia
- Kuban-Kosaken-Reiter-Regiment 3
- Don-Kosaken-Reiter-Regiment 5
- Terek-Kosaken-Reiter-Regiment 6
- Kosaken-Artillerie-Regiment 2

## Altre fonti
- Cossacks in German and Italian Service
- François de Lannoy. Pannwitz Cossacks: Les Cosaques de Pannwitz 1942 - 1945
- Richard Landwehr. Steadfast Hussars: The Last cavalry Divisions of the Waffen-SS